# 武蔵野鉄道デハ5550形電車
武蔵野鉄道デハ5550形電車（むさしのてつどうデハ5550がたでんしゃ）は、西武鉄道の前身である武蔵野鉄道が1928年（昭和3年）に新製した電車である。
本項では、同形式の制御車サハ5650形電車、および荷物合造制御車サハニ5753形電車の各形式についても併せて記述する。

## 概要
武蔵野鉄道は、本線（現・西武池袋線）飯能 - 吾野間の延伸、および山口線（現・西武狭山線。現在の西武山口線とは無関係）西所沢 - 村山貯水池際間の開通を翌年に控え、1928年（昭和3年）6月に川崎造船所（現・川崎重工業）において計12両の電車を新製した。うち4両は武蔵野鉄道では初となる全鋼製車体を採用し、デハ5560形・サハ5660形電車と別形式に区分されたが、残る8両は従前通り構体主要部分のみを普通鋼製とした半鋼製車体を採用、仕様の相違によってデハ5550形5551 - 5554、サハ5650形5651・5652、およびサハニ5753形5753・5754にそれぞれ形式区分された。前述した新規開業区間ならびに開業路線が、前者は武甲山系（秩父嶽）へのハイキング客輸送を、後者は村山貯水池を中心とした狭山自然公園一帯への観光客輸送をそれぞれ目的としたことから、12両の新製車両はいずれも車内座席をクロスシート仕様とした点が特徴であった。
また同12両は、いずれも制御装置を従来のゼネラル・エレクトリック (GE) 社製Mコントロールの系譜に属する電空カム軸式の自動進段式制御器RPC-101から、ウェスティングハウス・エレクトリック (WH) 社が開発した電空単位スイッチ式の手動進段式制御器（HL制御）に変更した。このため従来車との併結運用は不可能となったことから、全車とも形式称号ならびに車両番号（以下「車番」）を5000番台に区分し、混用防止策とした。
導入後は制御車各形式の電動車化などが施工され、第二次世界大戦終戦後の武蔵野鉄道と（旧）西武鉄道の合併に伴う（現）西武鉄道成立後、1948年（昭和23年）6月に在籍する全車両を対象に実施された一斉改番に際しては、モハ231形231 - 238と改番・再編された。モハ231形は同系列に属する制御車が存在しなかったことから他の制御車各形式と併結して運用され、1963年（昭和38年）まで在籍した。

## 車体
デハ5550形・サハ5650形およびサハニ5753形の各形式とも、全長17m級の半鋼製2扉構造の車体を採用する。腰板部が広く取られた腰高な窓位置・深い屋根部の形状といった外観上の特徴は、1926年（大正15年）に前掲各形式と同じく川崎造船所で新製されたデハ320形・サハ325形電車と類似するが、前掲各形式においては構体組立に溶接工法が多用されたことに伴ってリベットによる組立部分が減少した点が異なる。各形式とも前後妻面に貫通扉を備える貫通構造とし、片側の妻面にのみ運転台を備える片運転台構造を採用、武蔵野鉄道に在籍する車両の標準仕様に則り、運転台は進行方向右側に設置された。また落成当初の各形式は幕板部に雨樋を設置せず、前面および各扉直上に半円形状の水切りを設置した。
側面見付については、左右側面で客用扉の位置が側窓1枚分前後方向にずれた左右非対称構造を採用した点が特徴である。側窓はデハ5560形・サハ5660形では横幅1,080mmの当時としては破格の大型窓が採用されたのに対して、デハ5550形・サハ5650形およびサハニ5753形の各形式は従来車と同様に狭幅の一段落とし窓構造の窓を採用した。客用扉は990mm幅の片開扉を片側2箇所設置し、乗務員扉はデハ5550形を除いて設置されず、窓配置はデハ5550形がd4D8D4・反対側d3D8D5（d：乗務員扉、D：客用扉）、サハ5650形が5D8D4・反対側4D8D5、サハニ5753形がB4D8D4・反対側B3D8D5（B：荷物用扉）である。車体塗装は武蔵野鉄道の標準塗装であった茶褐色1色塗装を踏襲した。
車内は各形式とも前述の通り客用扉間の座席をボックスシートとしたセミクロスシート仕様で、客用扉より外方の車端部にはロングシートが設置された。

## 主要機器
主要機器については、前述の通り制御装置が三菱電機製の電空単位スイッチ式間接非自動制御（HL制御）装置に変更となった。主電動機は従来車と同様、GE社製GE-244もしくはGE-244の日本国内ライセンス生産品である芝浦製作所製SE-102（端子電圧675V時定格出力85kW≒105HP）を1両当たり4基、それぞれ搭載した。歯車比は3.42 (65:19)、駆動方式は吊り掛け式である。
制動装置はウェスティングハウス・エア・ブレーキ (WABCO) 社開発のM三動弁を採用するAMM自動空気ブレーキである。
台車は制御電動車各形式が鉄道省制式のDT10系の、制御車各形式が同TR10系の基本設計をそれぞれ踏襲し、固定軸間距離を縮小した独自仕様による釣り合い梁式台車を装着した。

## 運用
小手荷物を扱う荷物室を備える客荷合造車として竣功したサハニ5753形5753・5754は、1936年（昭和11年）3月に荷物室を撤去して客室スペースに改造し、サハ5753形5753・5754と改称された。また、片運転台仕様であったモハ5550形5551 - 5554は、1940年（昭和15年）3月から同年5月にかけて、全車とも旧来の連結面側妻面に運転台を新設して両運転台構造となり、同時に車内座席のロングシート化が施工された。サハ5650形5651・5652についても1940年（昭和15年）4月に両運転台化および車内ロングシート化に加えて電動車化改造が実施され、デハ5650形5651・5652と改称された。さらに1942年（昭和17年）8月にはサハ5753形5753・5754についても両運転台化・荷物扉撤去・乗務員扉新設・車内ロングシート化および電動車化改造を施工し窓配置はd4D8D3d・反対側d3D8D4dとなり、デハ5753形5753・5754と改称された。この結果、外観は形式ごとに若干異なるものの、全車とも両運転台構造の電動車で統一された。
戦後の武蔵野鉄道と（旧）西武鉄道との合併による（現）西武鉄道成立後、戦災国電払い下げ車両（モハ311形・クハ1311形電車）導入に伴う車両限界拡大が実施されたことに伴い、各形式全車とも客用扉下部にステップを新設したのち、1948年（昭和23年）6月に実施された一斉改番に際して全形式ともモハ231形に統合され、デハ5550形5551 - 5554はモハ231形231 - 233・235へ、デハ5650形5651・5652は同モハ234・236へ、デハ5753形5753・5754は同モハ237・238へ、それぞれ改番・再編された。
再編後のモハ231形（以下「本形式」）は幕板部への雨樋新設など小改造を経て、1954年（昭和29年）2月より全車を対象に既存の客用扉移設を伴う3扉構造化、および片運転台化改造が順次施工され、モハ231・232・234 - 236が同年2月2日付設計変更認可によって、残るモハ233・237・238が同年3月30日付設計変更認可によって、それぞれ改造が実施された。改造後は車番末尾奇数の車両が飯能・西武新宿側妻面に、同末尾偶数の車両が池袋・本川越側妻面にそれぞれ運転台を備える片運転台仕様となり、側面窓配置は一般的な左右対称構造のd1D5D5D2で全車とも統一された。なお、片運転台化に伴って連結面となった側の妻面については手を加えられず、貫通幌の設置は行われなかった。その後は運転台の左側への移設・客用扉の鋼製プレス扉への交換などが施工されたほか、モハ234・238の2両については電装解除が実施され制御車代用として運用された。このうちモハ238は編成相手であったモハ235とともに連結面の貫通路を拡幅、貫通幌を新設して半固定編成を組成した。
1959年（昭和34年）12月にモハ236・237が車体大型化改造名義によってモハ451形463・464の名義上の種車となって事実上廃車となった。残る6両についても1961年（昭和36年）8月から1963年（昭和38年）9月にかけて順次除籍され、本形式は形式消滅した。

## 譲渡車両
名義上の改造種車となったモハ236・237を含め、廃車後の本形式は8両全車が地方私鉄へ譲渡された。いずれの車両も譲渡先においても既に廃車となり、現存する車両はない。
- 弘南鉄道 - モハ233・235・238の車体のみ[19]が譲渡され、同社モハ2231形2231 - 2233として導入された[17]。
- 伊豆箱根鉄道 - モハ236・237の車体のみが譲渡され、同社保有の木造車モハ45・クハ23の鋼体化改造（車体換装）に用いられた[17]。
- 大井川鉄道 - モハ231・234が譲渡され、同社モハ300形304・クハ500形504として導入された[17]。
- 近江鉄道 - モハ232が譲渡され、同社モユニ10（郵便荷物合造車）として導入された[17]。

## 車歴
| 形式         | 竣功時車番 | 竣功年月  | 改番              | 最終車番 | 譲渡               | 譲渡年月   |
| ------------ | ---------- | --------- | ----------------- | -------- | ------------------ | ---------- |
| デハ5550形   | デハ5551   | 1928年6月 | -                 | モハ231  | 大井川鉄道モハ304  | 1962年6月  |
| デハ5550形   | デハ5552   | 1928年6月 | -                 | モハ232  | 近江鉄道モユニ10   | 1963年9月  |
| デハ5550形   | デハ5553   | 1928年6月 | -                 | モハ233  | 弘南鉄道モハ2231   | 1961年8月  |
| デハ5550形   | デハ5554   | 1928年6月 | -                 | モハ235  | 弘南鉄道モハ2233   | 1962年5月  |
| サハ5650形   | サハ5651   | 1928年6月 | デハ5651          | モハ234  | 大井川鉄道クハ504  | 1962年6月  |
| サハ5650形   | サハ5652   | 1928年6月 | デハ5652          | モハ236  | 伊豆箱根鉄道モハ45 | 1959年12月 |
| サハニ5753形 | サハニ5753 | 1928年6月 | サハ5753→デハ5753 | モハ237  | 伊豆箱根鉄道クハ23 | 1959年12月 |
| サハニ5753形 | サハニ5754 | 1928年6月 | サハ5754→デハ5754 | モハ238  | 弘南鉄道モハ2232   | 1961年8月  |